# Luna 18
Luna 18, một phần của loạt tàu Ye-8-5, là một nhiệm vụ không gian không người lái của chương trình Luna của Liên Xô.
Luna 18 được đặt trong quỹ đạo quay quanh Trái Đất sau khi nó được phóng lên và sau đó được tăng tốc hướng về phía Mặt Trăng. Vào ngày 7 tháng 9 năm 1971, nó tiến vào quỹ đạo mặt trăng. Tàu vũ trụ đã hoàn thành 85 phiên liên lạc và 54 vòng quỹ đạo mặt trăng trước khi nó được tăng tốc hướng về phía mặt trăng bằng cách sử dụng tên lửa phanh. Nó lao xuống bề mặt Mặt trăng vào ngày 11 tháng 9 năm 1971, ở 3 độ 34 phút N, 56 độ 30 phút E (tọa độ Mặt Trăng) trong một địa hình đồi núi gồ ghề. Tín hiệu chấm dứt ngay tại thời điểm va chạm.
Nhiệm vụ này là nỗ lực thứ bảy của Liên Xô nhằm thu thập các mẫu đất từ Mặt Trăng và lần đầu tiên sau thành công của Luna 16. Sau hai lần điều chỉnh giữa ngày 4 tháng 9 và 6 tháng 9 năm 1971, Luna 18 bước vào quỹ đạo tròn quanh Mặt Trăng. vào ngày 7 tháng 9 ở độ cao 100 km với độ nghiêng 35 °. Sau vài lần điều chỉnh quỹ đạo, vào ngày 11 tháng 9, xe bắt đầu hạ cánh xuống Mặt Trăng. Tiếp xúc với tàu vũ trụ đã bị mất lúc 07:48 UT tại điểm được xác định trước đó của nơi hạ cánh xuống Mặt Trăng. Các tọa độ hạ cánh là vĩ độ 3 ° 34 'phía bắc và 56 ° 30' kinh độ đông, gần rìa của Mare Fecunditatis. Chính thức, Liên Xô thông báo rằng "hạ cánh xuống Mặt Trăng trong điều kiện miền núi phức tạp đã chứng minh là không thuận lợi." Sau đó, vào năm 1975, Liên Xô đã công bố dữ liệu từ máy đo tần số vô tuyến sóng liên tục của Luna 18 xác định mật độ trung bình của đất trên Mặt Trăng.